# عاصم خان (لاعب إسكواش)
عاصم خان (بالإنجليزية: Asim Khan) هو لاعب إسكواش باكستاني، ولد في 29 أكتوبر 1996 في لاهور في باكستان.

## وصلات خارجية
- عاصم خان على موقع الاتحاد الدولي لمحترفي الاسكواش (مؤرشف) (الإنجليزية)
- عاصم خان على موقع SquashInfo.com (الإنجليزية)